# Matteo Gazzini
Matteo Gazzini (Bolzano, 9 luglio 1985) è un politico italiano.

## Attività politica
Imprenditore immobiliare ed agricolo di Laives, nel 2018 si candida nella circoscrizione estero ripartizione America settentrionale e centrale nella lista "Salvini Berlusconi Meloni" risultando il primo dei non eletti.  Nel 2019 si candida alle elezioni europee nelle liste della Lega per Salvini Premier, risultando il primo dei non eletti.
Subentra ufficialmente al Parlamento Europeo a Marco Dreosto, dimessosi per incompatibilità in quanto eletto al Senato della Repubblica.
Nel dicembre 2023 abbandona la Lega, lamentando una mancanza di concretezza del partito, e aderisce a Forza Italia diventandone il commissario provinciale a Bolzano.
Nel maggio del 2024, in occasione delle elezioni europee, viene candidato nella lista di Forza Italia per la circoscrizione nord-orientale 
ma con circa 2.500 preferenze non è rieletto.